# 若望二世 (布列訥)
若望二世（法語：Jean II de Brienne；？—1294年6月12日），厄鎮伯爵，布列訥的阿爾方斯之子，1270年至1294年在位。

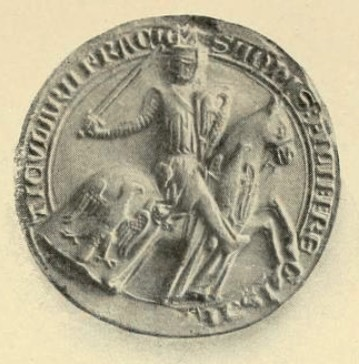
若望二世

## 家庭
他的妻子是居伊三世的女兒貝亞特麗絲，兩人共有1子2女：
1. 若望三世（—1302年）
2. 瑪格麗特（—1310年）
3. 瑪奧（—約1328年）